# Интеркосмос-12
Интерко́смос-12 (IC-12, «ДС-У2-ИК» № 4) — советский научно-исследовательский спутник серии космических аппаратов «Интеркосмос» типа «ДС-У2-ИК-4», разработанный в ОКБ-586 (ныне КБ «Южное») и предназначенный для изучения ионосферы Земли в рамках программы сотрудничества социалистических стран.

## История создания
В декабре 1959 года создается Межведомственный научно-технический совет по космическим исследованиям при Академии Наук СССР во главе с академиком М. В. Келдышем, на который возлагается разработка тематических планов по созданию космических аппаратов, выдача основных тематических заданий, научно-техническая координация работ по исследованию и освоению верхних слоев атмосферы и космического пространства, подготовка вопросов организации международного сотрудничества в космических исследованиях.
Членом Президиума Межведомственного научно-технического совета по космическим исследованиям утверждается М. К. Янгель. В области прикладных задач проведения подобных работ было поручено НИИ-4 Министерства обороны СССР.
В 1963 году было принято решение о создании унифицированной спутниковой платформы ДС-У, на базе которой будут строиться аппараты для выполнения научных и прикладных исследований. Было разработано три модификации платформы
- ДС-У1 — неориентированный в пространстве космический аппарат с химическими источниками энергии;
- ДС-У2 — неориентированный в пространстве космический аппарат с солнечными батареями, в качестве источника энергии;
- ДС-У3 — ориентированный на Солнце космический аппарат с солнечными батареями, в качестве источника энергии.

На базе модификаций платформы ДС-У строились исследовательские спутники различного типа и комплектаций, в том числе по программе «Интеркосмос».

## Конструкция

### Платформа
«Интеркосмос-12» был четвёртым аппаратом, построенным на платформе ДС-У2 по программе «Интеркосмос» и получил заводское обозначение ДС-У2-ИК-4. В состав платформы входили унифицированный для всех спутников герметичный серии корпус длиной 1.4 и диаметром 0.8 метра, состоящий из центральной цилиндрической части и двух полусферических днищ, разделенный на три отсека. В центральном отсеке находилось одинаковое для всех аппаратов серии обеспечивающее оборудовние, в заднем днище — отсек систем энергопитания, переднее днище предназначлось для установки полезной нагрузки, на «Интеркосмосе-12» это была аппаратура для проведения научных экспериментов, созданная в  ВНР, ГДР, НРБ, СРР, СССР и ЧССР.

### Система энергоснабжения
Источником энергии для спутника служили установленные на корпусе и на четырёх раскрывающихся панелях солнечные батареи общей площадью 5м² и буферные серебряно-цинковые акуумуляторы. Среднесуточная мощность, выделяемая всем системам спутникам - 26 Ватт, на научную аппаратуру - 10 Ватт.

### Бортовой аппаратный комплекс
Бортовой аппаратный комплекс космического аппарата типа «ДС-У2-Д» предназначается для командно-информационного, энергетического, климатического и сервисного обеспечения функционирования аппаратуры целевого назначения космического аппарата.
В состав радиотехнического комплекса входит:
- «БРКЛ-Б» — аппаратура командной радиолинии связи, представляет собой узкополосный приемник-дешифратор переданных с Земли сигналов для преобразования их в команды немедленного исполнения;
- «Краб» — аппаратура радиоконтроля орбиты и телесигнализации представляет собой передатчик высокостабильного двухчастотного когерентного сигнала излучения, который используется наземной станцией для определения орбитальной скорости космического аппарата, а также для передачи информации с датчиков телеметрии;
- «Трал-П2» — аппаратура телеконтроля с запоминающим устройством «ЗУ-2С».

### Полезная нагрузка
Научный аппаратный комплекс космического аппарата «Интеркосмос-12», предназначенный для исследования структурного состава верхних слоёв атмосферы Земли, характеристик твёрдой компоненты межпланетного вещества, вторгающегося в атмосферу Земли, и исследований корреляций состава атмосферы от интенсивности метеорных потоков, включал в себя:
- приёмник электромагнитных волн сверхнизкой частоты;
- «ПЛ-39» — ионная ловушка сотового типа;
- «МЧК» — передатчик когерентных частот;
- «РЭЗ-II-Д» — радиочастотный ёмкостный зонд;
- «УМР-4» — масс-спектрометр;
- «ЛКДС-1М» — комплекс целевой аппаратуры;
- «АММ» — анализатор микрометеоритов;
- «94К» — система определения ориентации относительно направления на Солнце;

## Программа полёта КА «Интеркосмос-12»

### Запуск
Космический аппарат «Интеркосмос-12» был запущен 31 октября 1974 года ракета-носителем «Космос 11К65М» со 2-й пусковой установки стартовой площадки № 132 космодрома Плесецк.. Спутник проработал на орбите до 11 июля 1975 года.

### Результаты эксперимента
В результате успешного функционирования аппарата на орбите проведены отработка методики масс-спектрометрических экспериментов и испытания новой масс-спектрометрической аппаратуры.
Получены данные о концентрации электронов и положительных ионов, электронной температуре и ионном составе в ионосфере Земли, о пространственном плотности, энергетических характеристиках, спектрах, массе и разрушающем действии спорадических метеорных частиц, принадлежащих метеорным потокам.